# 카다베린
카다베린(영어: cadaverine)은 동물 조직의 부패에 의해 생성되는 악취를 풍기는 다이아민 화합물이다. 카다베린은 화학식이 NH2(CH2)5NH2인 독성 다이아민이며, 푸트레신(NH2(CH2)4NH2)과 유사하다. 카다베린은 또한 1,5-펜테인다이아민(영어: 1,5-pentanediamine 및 펜타메틸렌다이아민(영어: pentamethylenediamine)으로도 알려져 있다.

## 역사
푸트레신과 카다베린은 독일의 의사인 루드비히 브리거(Ludwig Brieger)에 의해 1885년에 처음으로 설명되었다.

## 수용체
제브라피시에서 미량 아민 관련 수용체 13c(또는 TAAR13c)는 카다베린에 대한 고친화성 수용체로 확인되었다. 사람에서 분자 모델링 및 도킹 실험은 카다베린이 사람의 TAAR6 및 TAAR8의 결합 포켓에 들어맞는다는 것을 보여주었다.

## 생성
카다베린은 아미노산인 리신의 탈카복실화 생성물이다. 이 반응은 소량의 탄산수소 나트륨이 혼합된 리신을 가열함으로써 일어날 수 있다. 생성된 기체는 얼음물로 둘러싸인 유리 용기로 보내진다. 금속은 반응 과정을 오염시킬 수 있기 때문에 유리 용기에서 가열해야 한다.
그러나 카다베린은 순수하게 부패와는 관련이 없다. 또한 카다베린은 생물에서 소량으로 생성된다. 카다베린은 소변과 정액의 독특한 냄새에 부분적으로 관여한다.

## 임상적 중요성
리신 대사에 이상이 있는 일부 환자들의 소변에서 카다베린의 수치가 상승한 것이 발견되었다. 세균성 질염과 일반적으로 관련된 냄새는 카다베린과 푸트레신과 관련이 있다.

## 유도체
펜토리늄과 펜타메토늄은 둘 다 카다베린의 화학적 유도체이다.

## 독성
다량의 카다베린은 독성이 있다. 쥐의 경우 2,000 mg/kg의 낮은 급성 독성을 가지고 있으며, 관찰되지 않은 부작용의 수준은 2,000 ppm (180 mg/kg 체중/일)이다.

## 같이 보기
- 푸트레신
- 스카톨